# Dia Internacional do Ioga

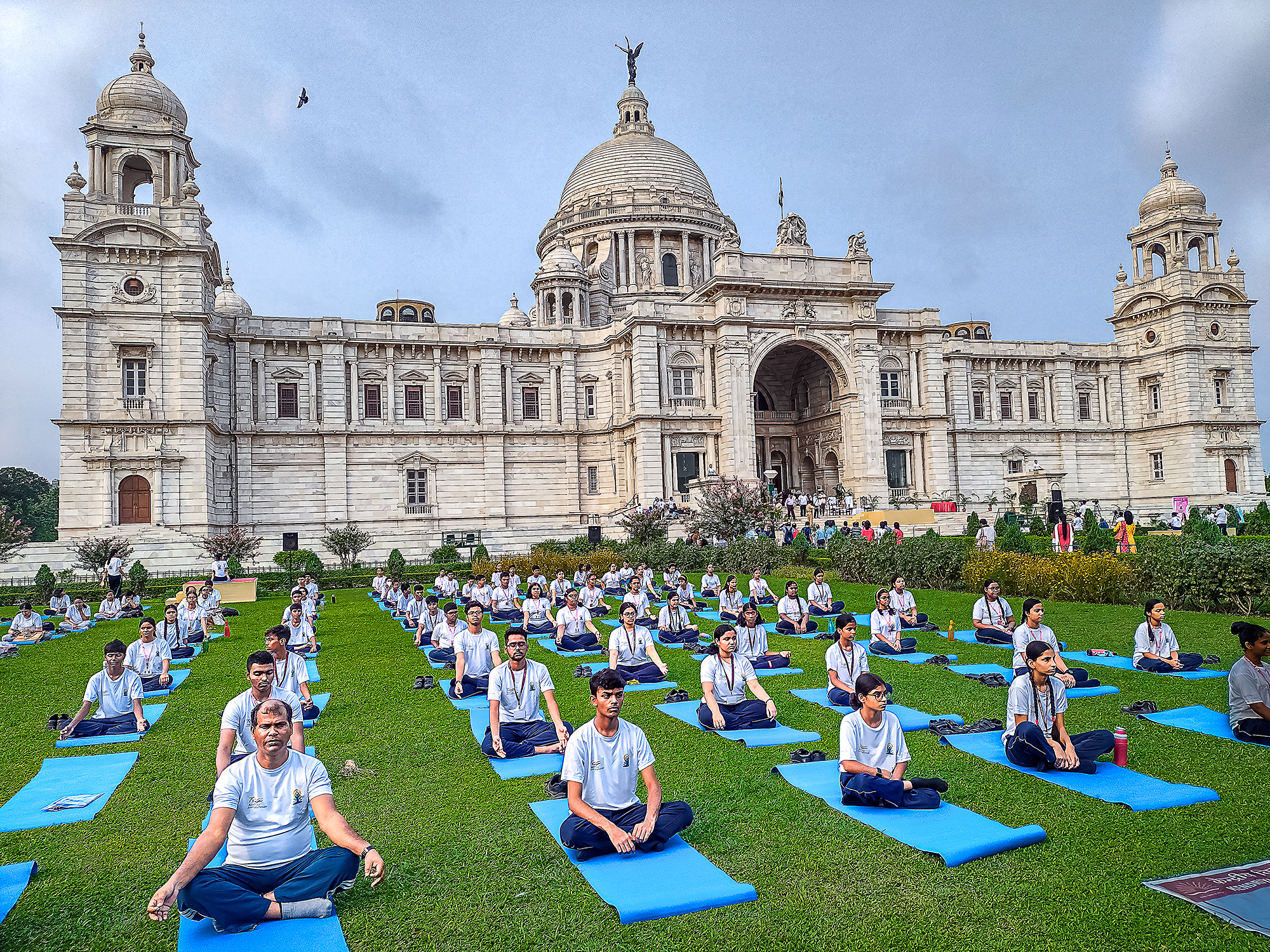
Comemoração do Dia Internacional do Yoga em Kolkata, na Índia, berço do Yoga.

O Dia Internacional do Ioga é comemorado no dia 21 de junho. A data foi oficializada pela ONU em sua 69ª assembleia geral, realizada no dia 11 de dezembro de 2014 e recebeu a mais alta taxa de aprovação até então recebida numa assembleia da ONU, tendo recebido votos a favor por 175 nações.
A adoção da data visa a conscientizar sobre os benefícios do Ioga – prática ancestral nascida na Índia que visa à ampliação da consciência e espiritualidade – para um melhor estilo de vida individual e para desenvolver a saúde global.

## Escolha da data
O dia 21 de junho marca o Solstício de Verão no hemisfério Norte. É dia mais longo do ano neste hemisfério e tem significado especial em muitas partes do mundo.
Na perspectiva do Yoga, o Solstício marca a transição para o Dakshinayana. Além disso, a primeira lua cheia após o solstício é chamada de Guru Poornima, onde é celebrado o Guru Purnima Puja (ritual em que são homenageados os Gurus, que são os transmissores do conhecimento do Yoga). De acordo com a tradição yogi, a primeira transmissão do conhecimento do Yoga foi feita neste dia por Shiva, o primeiro Guru. O solstício também é considerada uma data especial, quando as influências cósmicas tornam favoráveis as práticas espirituais.

## Antecedentes
A Confederação Portuguesa de Yoga (CONPORYO) já comemora a data desde 2001, como o Dia Mundial do Yoga e fez diversos esforços para oficialização da data, incluindo:
- ter proposto a adoção desta data a diversas organizações hindus, como a Hindu Dharma Acharya Sabha e S-VYASA Vivekánanda Yoga University, que passaram a comemorá-la desde 2011.
- ter reunido a assinatura de diversos mestres de Yoga indianos que apoiaram tanto a criação de uma data comemorativa tanto quanto o dia escolhido para isso: 21 de junho, o solstício de verão.
- ter atuado junto a estes representantes, culminando com a proposição da data à ONU pelo primeiro ministro da Índia.

A proposição foi encaminhada pelo primeiro ministro da Índia, Narendra Modi no dia 27 de setembro de 2014 e conseguiu dois feitos históricos. Foi a primeira resolução aprovada em menos de 90 dias a partir da data de proposição. Foi a votação mais bem sucedida em toda a história da ONU, sendo aprovada por 175 nações. Além disso a proposição foi apresentada na assembleia pelo Embaixador da Índia nas Nações Unidas, Ashoke Mukherjí, que em sua primeira participação em uma assembleia da ONU.

## Justificativa
A Resolução 69/131 da ONU (que cria o Dia Internacional do Yoga), reconhece que o Yoga proporciona uma abordagem holística da saúde e bem-estar, e que uma maior conscientização sobre os benefícios da prática de Yoga seria benéfica para a saúde da população mundial.
Reconhece que a saúde global é um objetivo a ser desenvolvido em longo prazo e requer a cooperação internacional por meio do intercâmbio de melhores práticas que visem a construção de um melhor estilo de vida individual. O Dia Internacional do Yoga ajudaria indivíduos e populações fazerem escolhas mais saudáveis e seguirem padrões de vida que promovam a boa saúde.

## Proposta
Conclama todos os Estados membros e observadores da ONU, as organizações do Sistema das Nações Unidas (Unesco, OMS e outras) e outras organizações internacionais e regionais, bem como a sociedade civil, incluindo as organizações não-governamentais e indivíduos, para adotar o Dia Internacional de Yoga, de forma adequada e de acordo com as prioridades nacionais, a fim de aumentar a conscientização sobre os benefícios da prática de yoga.
A resolução salienta que o custo de todas as atividades que podem surgir a partir da implementação da data comemorativa deverão ser suportados por contribuições voluntárias.

## Adoção da data
O ano de 2015 foi o primeiro ano no qual a data foi comemorada. Diversas organizações a promoveram, porém não houve nenhuma organização escolhida pela ONU como representante oficial.